# Ptinus oertzeni
Ptinus oertzeni is een keversoort uit de familie klopkevers (Ptinidae). De wetenschappelijke naam van de soort werd in 1888 gepubliceerd door Edmund Reitter.